# Hermann Bauer (Kunsthistoriker)
Hermann Bauer (* 12. Dezember 1929 in Dorfen, Oberbayern; † 21. Januar 2000 in München) war ein deutscher Kunsthistoriker. 
Bauers Forschungsschwerpunkt war die Kunstgeschichte Bayerns, seine Methode die der kritischen Form (nach Sedlmayr), der Ikonologie (nach Erwin Panofsky) auf Grundlage der Phänomenologie (nach Edmund Husserl). Er prägte die Fachbegriffe des Pittoresken in der Malerei des 18. Jahrhunderts und der Macchie (Flecken) in der Malerei des späten Rokoko.

## Leben
Hermann Bauer war der Sohn des Schriftstellers Josef Martin Bauer („So weit die Füße tragen“). Er studierte an der  Universität München und war Schüler von Hans Sedlmayr (1896–1984) und Ernst Buschor (1886–1961). 1955 wurde er mit der Dissertation: Rocaille. Zur Herkunft und zum Wesen eines Ornament-Motivs. zum Dr. phil. promoviert. 1956 bis 1959 arbeitete er als wissenschaftliche Hilfskraft am Zentralinstitut für Kunstgeschichte in München, 1959 bis 1964 war Hermann Bauer Assistent bei Hans Sedlmayr. Bis 1965 arbeitete er mehrere Jahre lang am Index zur Dokumentation der barocken Ikonographie des Zentralinstituts für Kunstgeschichte in München.
1964 habilitierte sich Hermann Bauer bei Hans Sedlmayr (Beisitzer: Ernesto Grassi, Norbert Lieb) mit der Habilitationsschrift Kunst und Utopie. Studien über das Kunst- und Staatsdenken in der Renaissance. Die Habilitation verfolgt unterschiedliche Bewertungen der Bilderwelt innerhalb literarischer Utopie-Entwürfe, die Arbeit befragt auch Monumente und Epochen nach deren Verhältnis zu Utopien. Albertis Architekturtraktat interpretiert Bauer als Ausdruck des Bemühens mit der Baukunst eine neue gute Lebensführung zu begründen. Erstmals maße sich die Kunst, so Bauer, durch die Identifikation von Ethik und Ästhetik die Stellvertretung von Recht, Religion und Erziehung an. Die Arbeit wurde 1965 bei de Gruyter veröffentlicht.
Von 1969 bis 1973 war Hermann Bauer in Nachfolge Hans Sedlmayrs der Ordinarius für Kunstgeschichte an der Universität Salzburg. Von 1974 bis einschließlich 1994 war Hermann Bauer in Nachfolge von Norbert Lieb Ordinarius für Kunstgeschichte unter bes. Berücksichtigung der Kunstgeschichte Bayerns an der Universität München.
Zusammen mit Bernhard Rupprecht war er Mitinitiator und Mitherausgeber des Corpus der barocken Deckenmalerei in Deutschland, einem Grundlagenwerk deutscher Kunstgeschichte. Hermann Bauer war verheiratet mit der Kunsthistorikerin Anna Bauer-Wild, die unter anderem am Forschungsprojekt des Corpus der barocken Deckenmalerei mitarbeitet. Aus der Ehe gingen zwei Töchter und zwei Söhne hervor, darunter als jüngstes Kind der Archäologe und Kunsthistoriker Franz Alto Bauer.
Im Januar 2000 verstarb Hermann Bauer nach kurzer schwerer Krankheit.

## Zentrale Gedanken und Begriffe

### Die kritische Form, Meta-Stil
1955 von der Ludwig-Maximilians-Universität angenommene Dissertation behandelt die Genese der Rocaille aus französischen Vorlageblättern und die Strukturgesetzlichkeiten der Rocaille, wobei sich das Nordenfalk’sche Gesetz über das interdependente Verhältnis von Verräumlichung und Vergegenständlichung des Ornaments Gültigkeit zeigte: „die relative Gegenständlichkeit eines ornamentalen Musters und seine relative Bindung an die materielle Grundfläche stehen in umgekehrten Verhältnis zueinander“.
Mit Blick auf die Epochenstruktur des 18. Jahrhunderts erweist sich Style Rocaille, so Bauer, als ein „Meta-Stil“. Hermann Bauer führte den Nachweis hierüber mittels der Methode der kritischen Form, der Methode Hans Sedlmayers, seines Doktorvaters. Danach können radikal neue, auch scheinbar unwichtige, ja absurd wirkende Extremformen in einer Epoche der Forschung für den Epochenzugang als Schlüssel dienen.
Die Analyse der Rocaille im Spannungsfeld der Kategorien Architektur, Skulptur und Ornament diente dem Ziel, Einsichten in die Eigenart des Rokoko und die Struktur der Künste des 18. Jahrhunderts insgesamt zu gewinnen. Bauer erkannte, dass der Metastil des 18. Jahrhunderts sich in der Verschiebung der Kunstgattungen Architektur, Skulptur, Malerei zum Bild (im Sinne von Bildlichen, Abgebildeten) hin manifestiert. (Beispiel: Einbruch szenischer Inseln im Ornamentwerk der Rocaille.)

### Ikonologischer Stil des 18. Jahrhunderts
Methodologisch beschränkte sich Bauer weder auf die kategorialen Beobachtungen oder stilistischen oder ikonographischen Zusammenhänge. Ihn interessierte die integrale Instanz, der „ikonologische Stil“.
Ergebnis nach Bauer: die hypäthrale Perspektive des frühen Rokoko (der per Malerei illusionierte Blick in den hypäthralen, glaubenschristlichen Himmel) wechselt im Zeitverlauf zu einer historischen Perspektive. Die Illusion der nach oben geöffneten Architektur bleibt bestehen, der untersichtige Blick nach oben in den Himmel verändert sich in einen untersichtigen Blick auf eine historische Handlung.
Das heißt: Die geschichtsdarstellende Illusion ersetzt die himmlische Illusion (die Darstellung eines himmlischen Zustandes).
Das ableitbare Paradigma, so Hermann Bauer, ist die ästhetische Distanzierung hin zur Bildlichkeit, die besonders in der Deckenmalerei der Epoche zu erkennen ist. Das Corpus der barocken Deckenmalerei ist die posthume Geschichte des Bildmediums Deckenmalerei in diesem geografischen Raum.

### Kunst und Utopie
Renaissance: Erstmals maße sich die Kunst, so Bauer anhand Albertis Architekturtraktat, durch die Identifikation von Ethik und Ästhetik die Stellvertretung von Recht, Religion und Erziehung an.
Epoche unter König Ludwig I: Aufgabe der Kunst jener Epoche, so Bauer, war es, ewige Werte gegenwärtig zu halten, sowie jene Monumente zu verwirklichen, in denen herrscherliche Leistung in die Erinnerung eingeht: Geschichtlichkeit als die dem Alltag überlegene Sphäre, die dazu verleitet, auf den in der Kunst geahnten Memorialwert hinzuleben, was sich als „gelebter Historismus“ manifestiert.

## Würdigung
Forschung: „Die Epoche des Rokoko fand in Bauer einen ihrer herausragendsten Interpreten.“
Lehre: „Das Entwerfen großer Spannungsbögen sowie die Fähigkeit zu pointieren und Zwischentöne hörbar zu machen, ließen Hermann Bauer zu einem faszinierenden Universitätslehrer werden.“ Bauers hohes Engagement als Universitätslehrer spiegelt die überproportional hohe Anzahl der Habilitanden und Promovenden während der zwanzigjährigen Lehrtätigkeit an der Universität München. „Generationen von Kunsthistorikern wissen sich ihrem Lehrer Bauer verpflichtet.“

## Publikationen (Auswahl)
- Rocaille. Zu Herkunft und Wesen eines Ornament-Motivs. Phil. Diss.; De Gruyter, Berlin 1962.
- Kunst und Utopie: Studien über das Kunst- und Staatsdenken in der Renaissance. Habilitationsschrift. de Gruyter, Berlin 1965.
- Der Himmel im Rokoko. Das Fresko im deutschen Kirchenraum des 18. Jahrhunderts. Pustet, Regensburg 1965.
- Kunsthistorik. Eine kritische Einführung in das Studium der Kunstgeschichte. C. H. Beck, 1. Auflage. 1976.
- Holländische Malerei des 17. Jahrhunderts. Heyne, München 1979, ISBN 3-453-41347-4.
- Kunsthistorik. Eine kritische Einführung in das Studium der Kunstgeschichte. 2. Aufl. Beck, München 1979.
- Rokokomalerei. Sechs Studien. Maeander, Mittenwald 1980, ISBN 3-88219-066-3.
- Niederländische Malerei des 17. Jahrhunderts. GeraNova Bruckmann, München 1982, ISBN 978-3-7654-1873-0.
- mit Anna Bauer-Wild und Wolf-Christian von der Mülbe: Johann Baptist und Dominikus Zimmermann. Entstehung und Vollendung des bayerischen Rokoko. Pustet, Regensburg 1985, ISBN 978-3-7917-0918-5.
- Klöster in Bayern. C. H. Beck, München 1985, ISBN 3-406-30857-0.
- Kunst in Bayern. Rosenheimer Verlagshaus, Rosenheim 1985, ISBN 3-475-52470-8.
- mit Hans Sedlmayr: Rokoko – Struktur und Wesen einer europäischen Epoche. Köln 1992, ISBN 978-3-406-07299-4.
- Barock – Kunst einer Epoche. Reimer, Berlin 1992, ISBN 978-3-496-01095-1.
- mit Wolf-Christian von der Mülbe: Barocke Deckenmalerei in Süddeutschland. Deutscher Kunstverlag, München / Berlin 2000, ISBN 978-3-422-06273-3.
- mit Bernhard Rupprecht und Frank Büttner (Hrsg.): Corpus der barocken Deckenmalerei in Deutschland – Bayern. Band 1, 1976 bis Band 12, 2005 und ff. Hirmer, München, ISBN 978-3-7774-2365-4.